# Unidad de sintonía
Se denomina Unidad de Sintonía a un equipo compuesto de dispositivos eléctricos pasivos el cual forma parte de un sistema de transmisión de Onda Media y Onda Corta. La función de este equipo es adaptar o transformar la impedancia de la antena transmisora a un valor de impedancia nominal de 50 ohmios. También se usa la expresión Unidad de Acoplamiento, y en el habla inglesa se refiere como Line Terminating Unit (LTU) o Antenna Tunning Unit (ATU). El término puede extenderse a otras bandas de transmisión, aunque no es común. 
Una unidad de sintonía está construida en una caja generalmente de metal, estanco y dentro de él inductores, capacitores y aisladores, además de otros accesorios de empalme, soporte y medidores de parámetros eléctricos. Su diseño y ajuste deben lograr la mejor cercanía a la impedancia nominal de 50 ohmios, tanto en la frecuencia central o portadora así como en toda la banda de frecuencias involucradas en la señal que se transmite, de este modo se logra el mayor rendimiento del cable coaxial.
El equipo posee dos puertos de conexión: uno de entrada que recibe la línea de transmisión coaxial que viene desde el transmisor, y otro puerto de salida hacia la antena o radiador, esta última conexión consiste generalmente de un simple conductor eléctrico. Su instalación es generalmente en exteriores (outdoor) y se ubica lo más próximo a la antena, algunas veces como en el caso del transmisor AM Harris modelo DX10, se encuentra en el mismo gabinete (indoor). Es este último caso el rango de ajuste es reducido comparado con la Unidad de Sintonía instalada muy cerca de la antena.

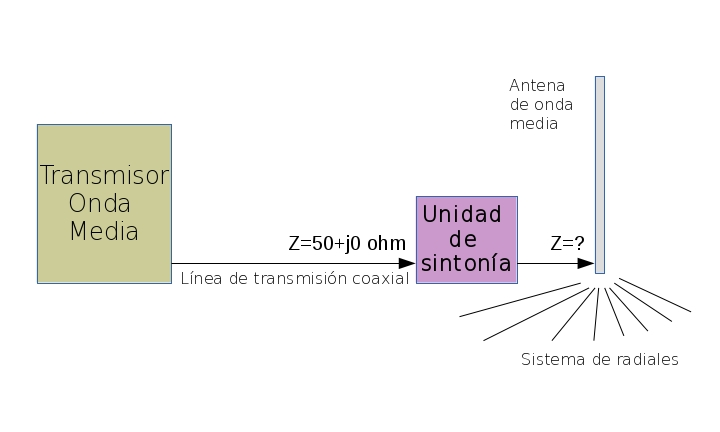
Ubicación de una Unidad de Sintonía en una planta transmisora Onda Media

Diversos tipos de redes eléctricas se pueden emplear en una unidad de sintonía, entre ellas redes "LC", "T" y "Pi". En el tipo LC existe una única solución, en las otras existen infinitas para adaptar la antena a la línea de transmisión, sólo algunas de ellas serán óptimas según el tipo de servicio:
a. En radiodifusión analógica de Onda Media, estándar vigente, un ancho de banda de +/-10KHz es considerado apropiado, aunque en muchos casos un ancho de banda menor es utilizado.
b. En radiodifusión sonora de Onda Corta el ancho de banda establecido es +/- 5KHz. Siempre refiriéndose al estándar analógico.
c. Un ancho de banda mayor es requerido por los sistemas digitales actuales DRM (Digital Radio Mondiale) y HD Radio, subiendo ese requerimiento a +/-15KHz.
En todos los casos anteriores el ancho de banda está referido a un valor de Relación de Onda Estacionaria ROE o VSWR menor o igual a 1.2, lo cual significa 0.8% de Potencia Reflejada máxima o en términos de Pérdida de Retorno 20.83 dB. Una unidad de sintonía puede, hasta cierto punto, mejorar una antena angosta en ancho de banda, a partir de allí se hace cada vez más compleja hasta llegar a ser irrealizable.